# 神奇柑仔店 錢天堂
《神奇柑仔店 錢天堂》（日語：ふしぎ駄菓子屋 銭天堂）是廣嶋玲子創作的日本兒童小說，一家名为“錢天堂”的神奇柑仔店的故事。由偕成社在2013年5月發行。插畫為jyajya。
2022年、在第3屆「小學生精選！“兒童讀物”總選舉」中獲選第1名
2024年6月時，系列作累積銷售量在日本國內突破450萬本、全世界突破850萬本
做為跨媒體、2020年6月時，公布將要動畫電影化以及電視動畫化、並在同年9月開始上映。2023年8月、上演舞台劇版。2023年11月9日發售Nintendo Switch版遊戲軟體『神奇柑仔店 錢天堂 神奇柑仔店故事50選』。2024年公布要推出真人電影版。

## 故事大綱
本作是以會出現在想要實現各種願望的人們面前、由造訪販售著「'不可思議點心」的神祕柑仔店・錢天堂的顧客們擔任各集數主角的多人精選輯。顧客們透過吃下老闆紅子推薦的各種點心可以獲得實踐心願或是得到各種效果，但只要顧客之後得意忘形而濫用食用方式或使用方式，就會招致各種恐怖的事情。
此外本作，還會有作為競爭對手・倒霉堂的澱澱，以及會向紅子提出挑戰的天獄園的怪童、調查錢天堂販售的點心的六條教授、藏木元彌等人相互交錯，來推進整個故事劇情。

## 登場人物
紅子（聲：池谷のぶえ）
神祕柑仔店・錢天堂的主人、為本作第一主角。為身材圓潤、塗口紅且穿著淡紫色和服的老太太，說話時有著獨特的「〜でござんす」語調。
墨丸（聲：片山福十郎）
紅子飼養的黑貓。過去在下雪之夜的神社內由紅子撿到，由於身上的毛色如同墨水般黑的發亮而為該名稱的由來。生性相當聰明，會帶領來到錢天堂的客人，紅子外出時也會幫忙看店。
杉田健太（聲：村瀨步）
漫畫第九本番外篇登場，一度曾住在錢天堂的少年。

## 制作人员
- 原作：廣嶋玲子（日语：廣嶋玲子） jyajya（偕成社）
- 导演：富冈聪（日语：富岡聡）（Kanaban Graphics）
- 总编剧：小林雄次（日语：小林雄次）
- 音乐：未知瑠（日语：未知瑠）
- 音乐监督：松田悟
- 动画制作：东映动画 Kanaban Graphics

## 角色介绍
- 红子（配音：池谷伸枝） - 錢天堂的店主
- 墨丸（配音：片山福十郎） - 红子饲养的黑猫

## 發行集數
- 廣嶋玲子（著） / jyajya（插畫） 『神奇柑仔店 錢天堂』 偕成社、全20集（2013年5月～2023年9月）
  1. 2013年5月發行
  2. 2014年1月發行
  3. 2014年8月發行
  4. 2015年5月發行
  5. 2015年9月發行
  6. 2016年5月發行
  7. 2017年2月發行
  8. 2017年10月發行
  9. 2018年4月發行
  10. 2018年10月發行
  11. 2019年4月發行
  12. 2019年10月發行 
    - 第12集開始為第二系列。

  13. 2020年4月發行
  14. 2020年9月發行
  15. 2021年4月發行
  16. 2021年9月發行
  17. 2022年4月發行
  18. 2022年9月發行
  19. 2023年4月發行
  20. 2023年9月發行
- 廣嶋玲子（著） / jyajya（插畫） 『歡迎來到神奇柑仔店 錢天堂官方介紹書』2021年1月發行、偕成社
- 廣嶋玲子（著） / jyajya（插畫） 『喵喵笑的每一天 錢天堂的招財貓們』2023年11月發行、偕成社
- 廣嶋玲子（著） / jyajya（插畫） 『神奇柑仔店 錢天堂 吉凶通り』 偕成社、既刊2集（2024年9月現在）
  1. 2024年4月發行
  2. 2024年9月發行
- 廣嶋玲子（著） / jyajya（插畫） 『怪奇、恐怖、天獄園 錢天堂 外傳』 偕成社、既刊2集（2024年7月現在）
  1. 2022年11月發行
  2. 2024年7月發行

## 電影版

### 動畫電影版
電影標題為『神奇柑仔店 錢天堂 釣鯛魚燒』，在東映まんがまつり播放。片頭曲以及片尾曲導演由宇治茶擔任，最懂，並採用宇治擅長的「剪紙動畫方式」描述。
原本預計於2020年4月24日上映，但由於2019冠狀病毒病疫情對日本社會經濟的影響而因此延期，之後隨著緊急事態宣言的解除而在同年8月14日上映。

#### 工作人員
- 原作：廣嶋玲子・作、jyajya・插畫（偕成社）
- 導演：富岡聰（Kanaban Graphics）
- 劇本：小林雄次
- 音樂：未知瑠
- 發行：東映
- 動畫製作：東映動畫
- 製作：2020東映まんがまつり製作委員会[10]

### 真人電影版
於2024年12月13日上映。由天海祐希主演。

#### 登場人物
- 紅子：天海祐希
- 等等力小太郎：大橋和也[12]
- 相田陽子：伊原六花[13]
- 澱澱：上白石萌音[14]

#### 製作團隊
- 原作：廣嶋玲子（原作）/ jyajya（作畫）『神奇柑仔店 錢天堂』系列（偕成社刊）
- 導演：中田秀夫
- 劇本：吉田玲子
- 配樂：橫山克
- 主題曲：星期三的康帕内拉（Atlantic Japan / Warner Music Japan）[15]
- 發行商：東寶
- 製作公司：KADOKAWA
- 製作：電影「神奇柑仔店 錢天堂」製作委員會

## 外部連結
- 神奇柑仔店 錢天堂 官方網站 （页面存档备份，存于） - 偕成社

|動畫電影版 |
- 神奇柑仔店 錢天堂 動畫官方網站 – 東映動畫
- 動畫 神奇柑仔店 錢天堂 - NHK
- YouTube上的【官方】神奇柑仔店 錢天堂頻道頻道

|真人電影版 |
- 真人電影版『神奇柑仔店 錢天堂』官方網站
  - 真人電影版「神奇柑仔店 錢天堂」官方推特的X（前Twitter）
  - 真人電影版「神奇柑仔店 錢天堂」官方IG的Instagram帳戶
  - 真人電影版「神奇柑仔店 錢天堂」官方抖音的TikTok